# ليو براون
ليو براون (بالإنجليزية: Lew Brown)‏ هو لاعب كرة قاعدة أمريكي، ولد في 1 فبراير 1858 في ليومنستر في الولايات المتحدة، وتوفي في 15 يناير 1889 في بوسطن في الولايات المتحدة.

## وصلات خارجية
- ليو براون على موقعبيزبول رفرنس.كوم (الدوري الرئيسي) (الإنجليزية)
- ليو براون على موقعبيزبول رفرنس.كوم (الدوري الثانوي) (الإنجليزية)